# Stranda
Stranda – norweskie miasto i gmina leżąca w regionie Møre og Romsdal.
Stranda jest 128. norweską gminą pod względem powierzchni.

## Demografia
Według danych z roku 2005 gminę zamieszkuje 4605 osób. Gęstość zaludnienia wynosi 5,31 os./km². Pod względem zaludnienia Stranda zajmuje 208. miejsce wśród norweskich gmin.
| ludność stan na 1 stycznia 2005 |         |           |       |
|                                 | kobiety | mężczyźni | razem |
| osób                            | 2331    | 2274      | 4605  |
| %                               | 50,62%  | 49,38%    | 100%  |

| wykształcenie stan na 1 października 2004 |        |         |        |        |
|                                           | podst. | średnie | wyższe | niezn. |
| osób                                      | 870    | 2159    | 518    | 84     |
| %                                         | 23,96% | 59,46%  | 14,27% | 2,31%  |

## Edukacja
Według danych z 1 października 2004:
- liczba szkół podstawowych (norw. grunnskolar): 6
- liczba uczniów szkół podst.: 638

## Władze gminy
Według danych na rok 2011 administratorem gminy (norw. rådmann) jest Ann Kristin Langeland, natomiast burmistrzem (norw. ordfører, d. borgermester) jest Frank Edvard Sve.